# 香港特別行政區政府駐上海經濟貿易辦事處
香港特別行政區政府駐上海經濟貿易辦事處（簡稱香港特區駐上海經貿辦、香港駐上海經貿辦、駐上海經貿辦或香港駐滬辦；英語：Hong Kong Economic and Trade Office in Shanghai，SHETO）是中华人民共和国香港特別行政區政府政制及內地事務局轄下，位於上海市的常駐部門，專責與香港有關的經濟及貿易等事務, 以及其他方面的交流。
經國務院批准，香港駐滬辦於2006年9月正式成立。2015年4月在濟南市成立駐山東聯絡處，負責推動港魯雙邊經貿關係。2017年4月在杭州市成立駐浙江聯絡處，負責推動港浙雙邊經貿關係。
由於香港是中國的一部份，駐中國內地的經濟貿易辦事處與駐海外的有分別。駐內地經貿辦隸屬政制及內地事務局，而駐海外經貿辦則隸商務及經濟發展局。
除駐上海經貿辦外，香港特別行政區政府還在成都、武漢和廣州成立了經貿辦。

## 職能
駐上海經貿辦的主要功能是為促進上海市及江蘇省、浙江省、安徽省、山東省四省與香港特別行政區之間在經濟及貿易上的聯繫，及加強合作。

## 主任列表
1. 陳子敬（2006年8月14日至2011年2月28日）[2][3]
2. 譚惠儀（2011年3月1日至2014年8月）[4]
3. 鄧仲敏（2014年9月9日至2020年3月30日）[5][6]
4. 蔡亮（2020年3月31日至今）[6]

## 參見

香港駐內地經濟貿易辦事處與聯絡處，其中黄色區域為駐上海經濟貿易辦事處服務範圍

## 外部連結
- 香港特別行政區政府 駐上海經濟貿易辦事處 （页面存档备份，存于）
- 香港境外辦事處 （页面存档备份，存于）